# 蓬勃狸藻
蓬勃狸藻（学名：Utricularia nervosa）为狸藻属陆生食虫植物。其种加词“nervosa”来源于拉丁文“nervosus”，意为“蓬勃，强壮”。蓬勃狸藻为南美洲的特有种，存在于阿根廷、巴西、哥伦比亚、巴拉圭和委内瑞拉。

## 外部連結
- 食虫植物照片搜寻引擎中蓬勃狸藻的照片 （页面存档备份，存于）

 维基共享资源上的相關多媒體資源：蓬勃狸藻
 維基物種上的相關：蓬勃狸藻